# سیجی نموتو
سیجی نموتو (انگلیسی: Seiji Nemoto؛ زادهٔ ۱۶ سپتامبر ۱۹۶۱) کشتی‌گیر اهل ژاپن بود.